# Aphelandra dielsii
Aphelandra dielsii är en akantusväxtart som beskrevs av Gottfried Wilhelm Johannes Mildbraed. Aphelandra dielsii ingår i släktet Aphelandra och familjen akantusväxter. Inga underarter finns listade i Catalogue of Life.